# Abbazia dei Santi Salvatore e Lorenzo a Settimo
pregi ed i ricordi artistici, è l’Abazia di Settimo, che distende le sue ampie mura ed inalza la sua massa solenne e pittoresca in mezzo alla pianura a sinistra dell’Arno che passa a breve distanza. Le sue memorie illustrano il periodo di varj secoli di storia fiorentina
nella quale essa ed i suoi monaci ebbero parte non ultima [...]»
L'abbazia di San Salvatore e San Lorenzo, chiamata anche Badia a Settimo, è un luogo di culto cattolico che si trova nei dintorni di Firenze, nel comune di Scandicci.
”Badia” è una contrazione popolare della parola abbazia. A Firenze e dintorni sono esistite cinque abbazie, situate come ai punti cardinali della città: a nord la Badia Fiesolana, a ovest la Badia a Settimo, a sud l'abbazia di San Miniato, a est la Badia a Ripoli e al centro la Badia fiorentina.

## Storia
Fin dal X secolo è attestato nel piviere di San Giuliano a Settimo un oratorio dedicato a San Salvatore, al quale nel 988 il conte Adimaro donò i diritti sulle chiese di San Martino alla Palma e di San Donato a Lucardo. Tale donazione venne confermata dieci anni dopo dall'imperatore Ottone III.
L'oratorio attirò l'attenzione dei conti Cadolingi che nel 1004 vi chiamarono i benedettini cluniacensi affinché vi fondassero un'abbazia.  La scelta dei Cadolingi non era dettata solo da fervore religioso ma si inseriva in un ampio disegno per il controllo del territorio attraverso la fondazione di castelli e monasteri per poter mantener intatto il loro patrimonio fondiario e per poterlo anche difendere; tali monasteri venivano fondati sempre nei pressi di importanti vie stradali e fluviali.
Nel corso dell'XI secolo il patrimonio dell'abbazia aumentò considerevolmente grazie a donazioni che portarono il cenobio ad avere influenza su territori lontani; emblematica ad esempio è la donazione di beni nel Mugello fatta dal conte Guglielmo per poter creare un feudo cadolingio tra Toscana ed Emilia. Sempre nello stesso secolo il monastero adottò la riforma Vallombrosana sotto l'influenza dello stesso Giovanni Gualberto. Il 13 febbraio 1068 di fronte alla chiesa si tenne la famosa prova del fuoco fatta da Pietro Igneo per dimostrare la rettitudine dei Vallombrosani e la corruzione del vescovo Pietro Mezzabarba; tra il 1073 e il 1076 i priori vallombrosani si riunirono spesso qui.

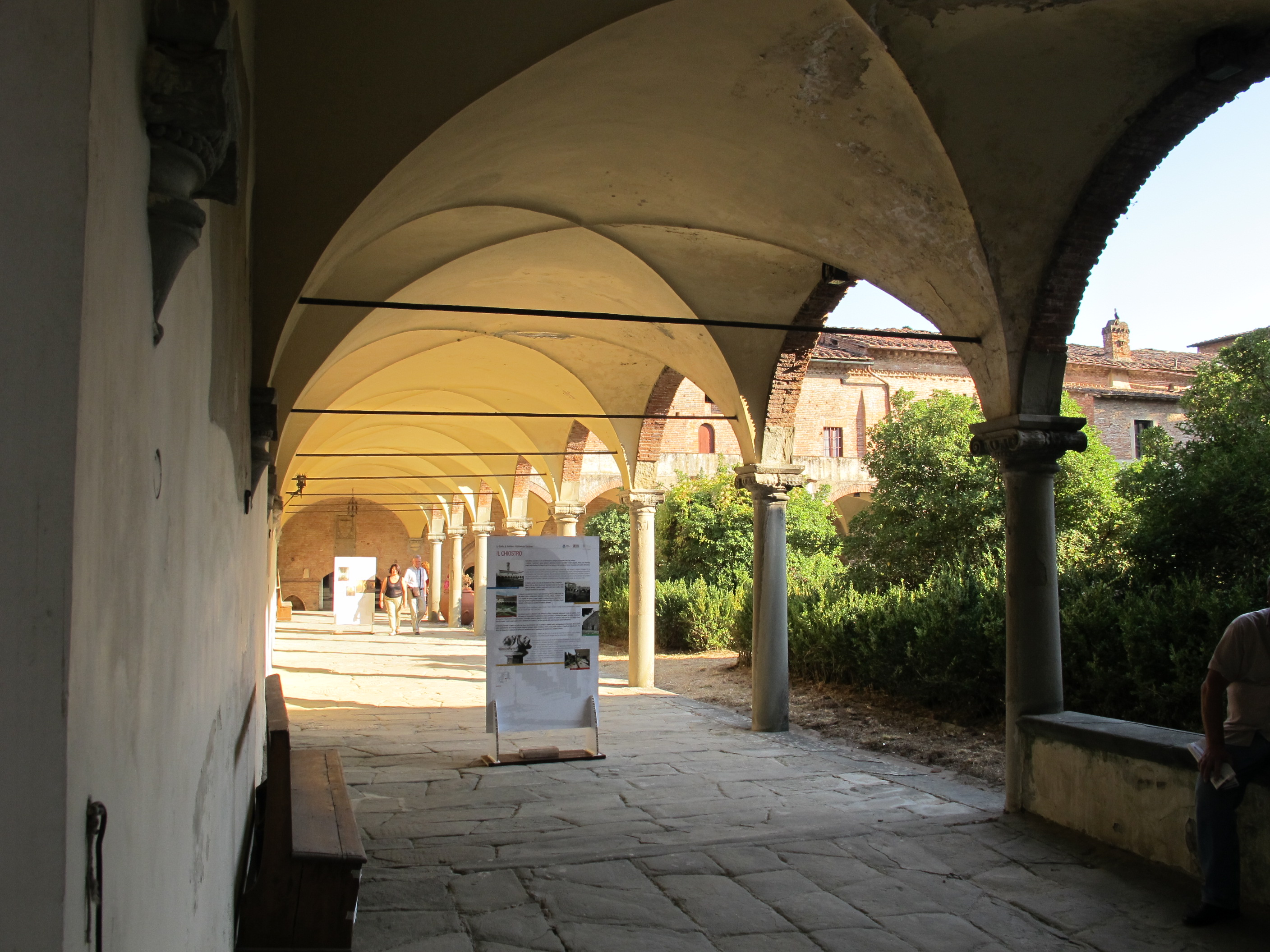
Il chiostro grande

L'esperienza vallombrosana fu di breve durata visto che già il 6 aprile 1090 i cluniacensi avevano ripreso il controllo del monastero, che probabilmente non avevano mai abbandonato completamente. Con i cluniacensi il patrimonio dell'abbazia continuò ad arricchirsi e nel 1131 assorbirono per intero il piviere di Settimo, nel 1193 presero il possesso della chiesa fiorentina di San Frediano e ricevettero numerose garanzie dalla Santa Sede.
Il 18 marzo 1236 per ordine di papa Gregorio IX nel monastero si insediarono i Cistercensi dell'abbazia di San Galgano, i quali concessero la piena autonomia e continuò a ricevere donazioni e privilegi. Intorno intanto si era formato anche un borgo e il monastero aveva il compito di garantire la cura delle anime. L'enorme disponibilità finanziaria dei monaci li spinse a intraprendere dei lavori di ampliamento; nel 1290 furono sopraelevate le navate e rialzato il pavimento, nel 1315 venne costruita la cappella di San Jacopo affrescata da Buffalmacco e in seguito tutto il monastero venne riorganizzato secondo le esigenze dei cistercensi. I lavori furono portati a termine anche se dal 1331 l'autonomia del monastero era diminuita in quanto era stato dichiarato sottoposto a San Galgano. A seguito di diverse scorrerie nei dintorni nel 1378 venne fortificato.
Nella prima metà del Quattrocento papa Eugenio IV la dette in commenda a Domenico Capranica che nel 1441 e nel 1460 costruì e chiamò Domenico Ghirlandaio ad affrescare il coro. L'assedio di Firenze del 1529 fece dei danni anche qui tanto che parte dei monaci, per l'inagibilità dei locali, si trasferì a San Frediano in Cestello.
Nel 1629 venne rifatta l'abside sinistra e nel 1639 fu realizzato l'altare maggiore e gli altari laterali. A seguito di un'alluvione nel 1664 si procedette ad un nuovo restauro: venne rinnovata la facciata con l'aggiunta di un portico e tra le navate furono lanciate arcate più grandi. I cistercensi rimasero fino alla loro soppressione nel 1782 e l'anno seguente la chiesa assunse un secondo santo patrono, Lorenzo, che fu inserito anche nel nome mentre i locali del monastero vennero venduti a privati.
Dal 1891 a tutt'oggi sono in corso dei restauri che hanno portato al consolidamento della struttura e il risanamento della cripta. Tra il 1926 e il 1942 venne stonacata la facciata e demolito il portico. Nel 1944 il campanile fu abbattuto con una cannonata e ricostruito dov'era e com'era nel 1957 dall'architetto Nello Baroni. Negli anni sessanta venne restaurato soprattutto il convento, mentre negli anni settanta una campagna di scavi archeologici mise in luce le varie fasi costruttive.
Dal 1946 vi sono custodite le ossa del poeta Dino Campana.

## Titolari dell'abbazia di San Salvatore e San Lorenzo a Settimo
XIX secolo:
- Angiolo Lastrucci ( 1857- 1870);
- Vincenzo Pietracaprina ( 1870- 1896);
- Emilio Mazzoni ( 1897- 1941);

XX secolo:
- Emilio Mazzoni (1897- 1941);
- Giovanni Chellini (1942- 1948);

.......
........
- Furno Cecchi (fino al 1º ottobre 1994);
- Carlo Maurizi (dal 1º ottobre 1994)

## Descrizione

### La chiesa
La chiesa è il centro del complesso abbaziale fortificato e consiste in una basilica a tre navate coperte a tetto e concluse originariamente da absidi semicircolari; è ancora esistente la vasta cripta e sul fianco sinistro si trova la torre campanaria.

#### Esterno
Nella facciata a salienti sono individuabili varie fasi costruttive: gotica nel rosone e nel coronamento in cotto, rinascimentale nei portali e nel rialzamento dei fianchi, romanica nell'irregolare paramento fatto con bozze di calcare, pietraforte e serpentino inquadrati da lesene che fanno intuire la divisione spaziale dell'interno.
La tribuna presenta oggi una scarsella rinascimentale e il volume dell'absidiola semicircolare di sinistra.
Il campanile sorge lungo il lato settentrionale ed ha una base a pianta circolare mentre il rialzamento prosegue esagonale con gli spigoli impostati sulle lesene sottostanti. In una lesena posta a occidente si trova una lapide marmodatata 1210, data probabilmente della costruzione del campanile. La base della torre è frutto di una ricostruzione ma vi sono poste delle monofore coronate da una ghiera fatta con pietre romboidali, databili all'XI secolo.

#### Interno

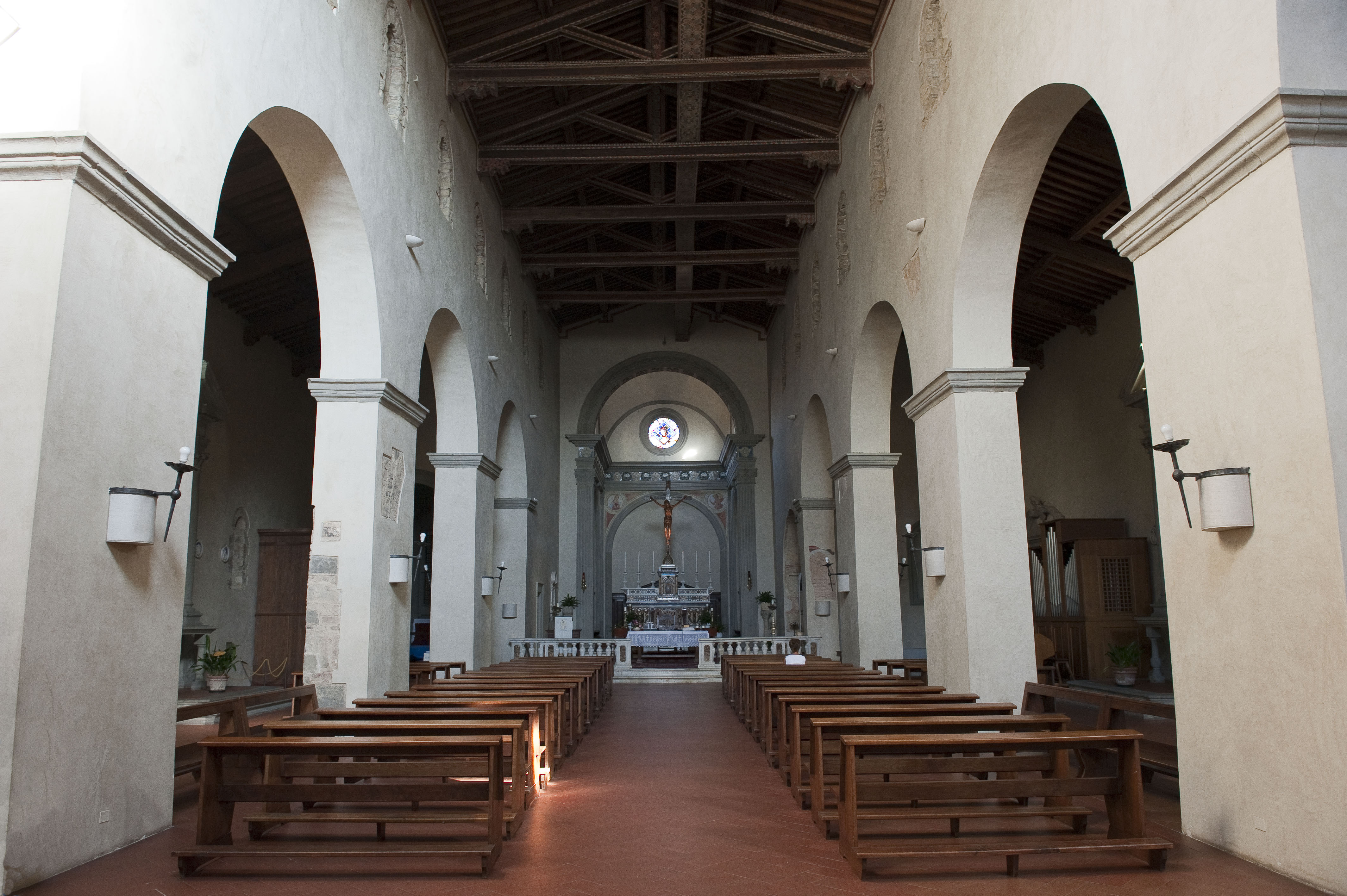
Interno

L'interno si presenta oggi nella sua veste secentesca, a tre navate diviso dai pilastri in cinque campate ed è ancora oggi ricca di opere d'arte, nonostante un parziale depauperamento avvenuto nei secoli.
Nella navata destra, al secondo altare, è il Martirio di San Lorenzo, tavola di Domenico Buti firmata e datata 1574, derivata dall'affresco di medesimo soggetto del Bronzino in San Lorenzo a Firenze che appare nella tavola concentrato in un numero minore di elementi ma interpretato originalmente. Al terzo altare è invece la tela con il San Bernardo di Chiaravalle che converte il Duca di Aquitania di Giacinto Gimignani.
Tra il primo e il secondo altare nella navata sinistra è posto un sarcofago che contiene le spoglie delle contesse cadolinge Cilla e Gasdia morte entrambe nel 1096, tali sepolture rientrano nel ristretto novero di quello stile definito "romanico fiorentino" e sono confrontabili con la tomba del vescovo Ranieri del 1113 posta nel battistero di Firenze, con le specchiature della facciata della collegiata di Empoli realizzata nel 1093 e con la facciata della basilica di San Miniato al Monte.
Davanti al presbiterio, sulla sinistra, è il prezioso Tabernacolo di Giuliano da Maiano, del 1441.

La cappella maggiore, già con abside semicircolare, fu trasformata nel Quattrocento in una scarsella con pianta quadrata e copertura a botte. Di particolare effetto è la trabeazione continua sui tre lati, con fregio in terracotta invetriata policroma di Benedetto Buglioni con testine di cherubini alternate a ghirlande. La facciata di essa era stata decorata nel 1487 da Domenico Ghirlandaio con affreschi perduti, dei quali rimangono solo due frammenti entro due tondi con l'Arcangelo Gabriele e l'Annunziata. L'altare maggiore, commissionato da Florio Bruni e consacrata nel 1639, è un mirabile esempio dell'arte fiorentina del commesso in pietre dure.

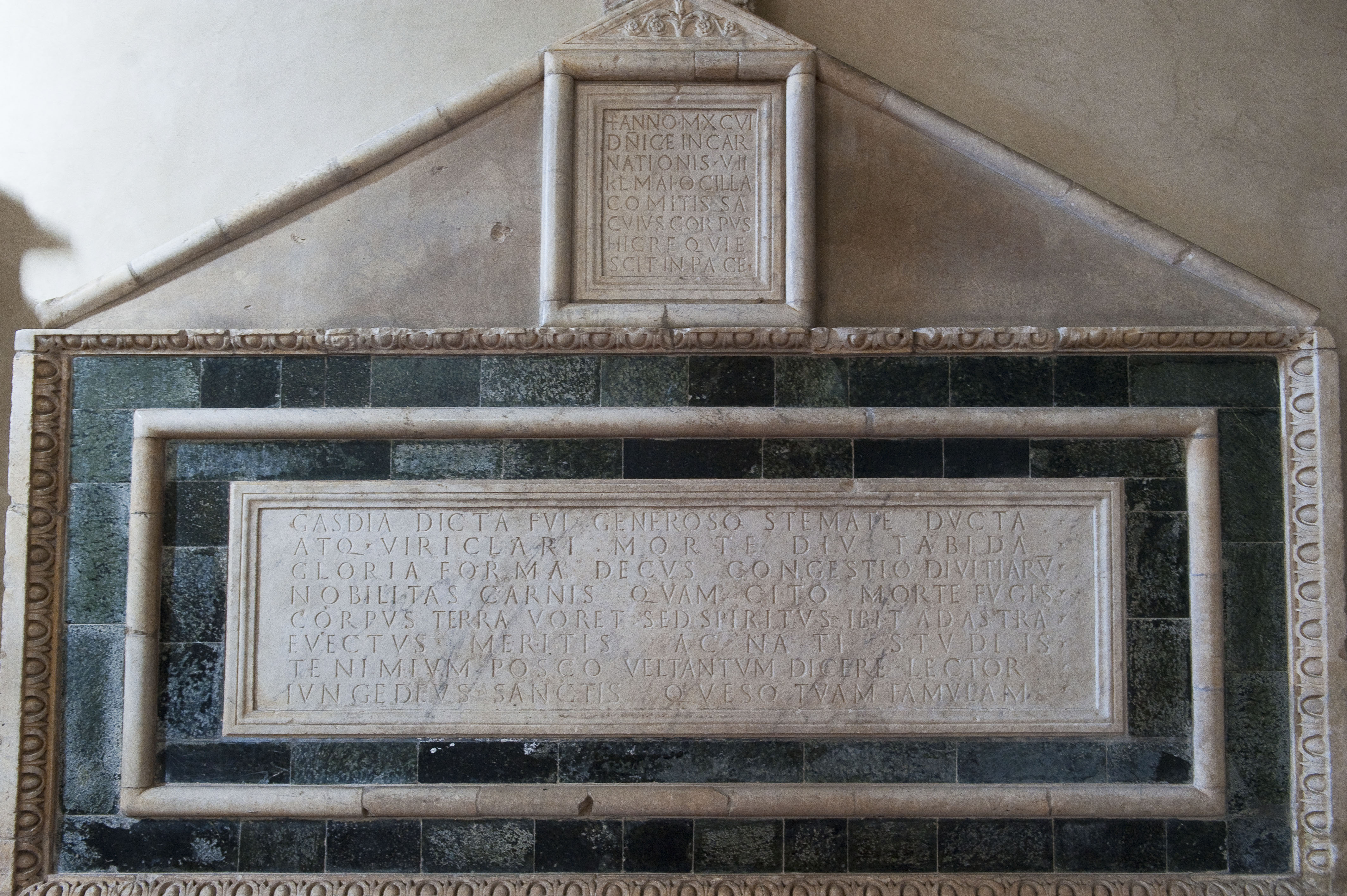
Sepolcro delle contesse Cilla e Gasdia

##### Cappella di San Quintino
La cappella di San Quintino, posta sulla sinistra rispetto alla navata centrale, è un ambiente costruito nel tardo Quattrocento, che ospitò forse la tavola di Domenico Puligo con la Madonna col Bambino in trono, con i santi Quintino, Placido e Angeli oggi al Ringling Museum di Sarasota. Nel 1629 fu decisa una trasformazione decorativa della cappella: l'abate cistercense Attilio Brunacci commissionò a Jacopo Vignali una pala con San Pietro che guarisce lo storpio (anticamente l'abbazia era dedicata a San Pietro) per l'altare che conserva oggi alcune reliquie del santo che, si racconta, furono portate all'abbazia dopo il ritrovamento avvenuto nel 1157 presso San Donnino. Il dipinto che era all'altare è oggi identificato con il quadro conservato nel Monastero di San Giovanni Evangelista a Pratovecchio. Nello stesso 1629 la cappella fu poi completamente decorata con gli affreschi di Giovanni da San Giovanni su commissione dell'abate Attilio Brunicci e firmati e datati 1629. Sulla parete destra è il Ritrovamento del corpo di San Quintino, ai lati dell'altare contenente le reliquie sono San Quintino a sinistra e San Lorenzo a destra, sulla parete sinistra è la Consegna delle chiavi a San Pietro e su quella di fronte all'altare sono raffigurati San Benedetto e San Bernardo di Chiaravalle. Sulla volta è il Padre eterno in gloria e nella lunetta sopra l'ingresso si vede un Martirio di Santo Stefano.

##### Cappella di San Jacopo
La cappella di San Jacopo reca al suo interno degli affreschi piuttosto deperiti con Storie della vita di san Jacopo, già attribuiti al Maestro di Santa Cecilia ma in realtà eseguiti da Buonamico Buffalmacco nel 1315 per Doffo di Lapo Spini.

##### Sacrestia
In essa si trovano alcuni dipinti tardoquattrocenteschi: le due tavole di Domenico Ghirlandaio e bottega, commissionate entrambe nel 1479: un'Adorazione dei Magi con San Benedetto , una Deposizione di Cristo nel sepolcro con la Vergine, Giuseppe d'Arimatea e i santi Giovanni Evangelista, Gregorio Papa e Girolamo. La prima era destinata all'altare di San Benedetto e la seconda all'altare di San Gregorio ma, anche se Vasari scrive di averle viste nel tramezzo della chiesa, dovevano far parte della sistemazione quattrocentesca della chiesa del presbiterio. Le due sono sistemate in cornici di stucco settecentesche come la Deposizione di Cristo nel sepolcro con la Vergine, Giuseppe d'Arimatea e i santi Maria Maddalena, Bernardo di Chiaravalle e Sebastiano di Francesco Botticini, del 1480-1485.

##### Cripta
La cripta oggi si raggiunge dal trecentesco chiostro dei Melaranci o dalla chiesa.
L'ambiente sotterraneo ricalca solo parzialmente quello sovrastante: all'altezza delle absidi minori corrispondono i bracci voltati a crociera mentre al centro la cripta si sviluppa in tre navate con altrettante campate poggianti su quattro colonne monolitiche; le basi delle colonne sono di tipo attico e probabilmente appartengono ad un antichissimo edificio di culto pagano, il fusto è in granito mentre i capitelli presentano una decorazione di tipo arcaico. Tutto l'ambiente deve essere stato realizzato nella prima metà dell'XI secolo.

##### Busti reliquiario
L'abbazia possiede due busti reliquiario databili tra il 1345 e il 1350. Il più antico è renano, il secondo è toscano, di maestranza senese, ma sono molto simili come tipologia.
Il primo è ligneo, impreziosito con foglie d'oro e gemme semi preziose e pseudo preziose. Il secondo, in cartapesta e cuoio, materiali malleabili sul modello del tedesco, creato forse come pendant. Entrambi sono cavi all'interno per alleggerire la scultura, hanno la calotta cranica sollevabile mediante cerniere dipinta a monocromo per la deposizione delle reliquie.
Fanno parte del culto di Sant'Orsola e le 11.000 vergini, culto che ebbe origine a Colonia nel IX secolo. Sono stati esposti in due mostre, nel 1933 e nel 1956, quando sono stati erroneamente attribuiti al XV secolo.

### L'ex-monastero
A fianco della chiesa sorge il monastero, oggi di proprietà privata, che si articola intorno al Chiostro grande risalente al XV secolo, decorato da Ghirlandaio e da Domenico Puligo con affreschi ormai scomparsi. Attorno ad esso si affacciano gli ambienti di carattere monumentale: una sala presenta un portale in cotto fiancheggiato da due bifore, ed all'interno è decorata con un affresco del XIV secolo raffigurante la Madonna col Bambino; e un'altra ampia sala, detta Sala dei Conversi, è suddivisa tramite delle colonnine in tre navate, che serviva come sala capitolare. Al piano superiore ci sono degli affreschi attribuiti a Giovanni da San Giovanni raffiguranti la Madonna e l'Estasi di San Bernardo e una terracotta in stile robbiano.